# Киргизки гущер
Киргизките гущери (Eremias nikolskii) са вид влечуги от семейство Гущерови (Lacertidae).
Разпространени са в Централна Азия.
Таксонът е описан за пръв път от руския зоолог Яков Бедряга през 1905 година.